# Бурнашов Геннадій Васильович
Генна́дій Васи́льович Бурнашо́в ( 27 квітня 1936, Іртиськ, Павлодарська область, Казахстан — 3 листопада 2012, Івано-Франківськ, Україна) — публіцист. 

## Біографія
Геннадій Бурнашов народився 27 квітня 1936 року в м. Іртишськ у Казахстані. З травня 1946 р. проживав в Станиславі, де закінчив історико-філологічний факультет Івано-Франківського педагогічного інституту (1965). Працював у педагогічних установах міста, в екскурсбюро, був завідувачем відділу оргроботи і кадрів облради з туризму й екскурсій облпрофради (1965-1990). 
Автор понад півсотні книг на тему національно - визвольної боротьби українського народу за свою незалежну державу. Член обласного культурно-просвітницького  товариства „Меморіал" ім.В.Стуса. 
За літературну та історико-краєзнавчу діяльність став лауреатом різних  краєзнавчих премій міської літературної премії. 
Помер Геннадій Васильович у листопаді 2012 року.  Похований  в Лисці.

## Вибрані твори
- «Таран над Галичем» 1976 р.
- «Затавровані «ворогами» народу», 1992;
- «Полководець УПА», 1993;
- «Скелі Довбуша», 1995;
- «Під грифом «Цілком таємно», 1995;
- «Генерал-хорунжий Юрій Тютюнник: чекістська «Справа № 39», 1996;
- «Таємниця загибелі Євгена Коновальця», 1996;
- «іду на Ви!», 1999; «Постріли у спину», 2004;
- «Народний Президент», 2005;
- «Політичні убивства Кремля», 2005;
- «Головнокомандувач УПА Роман Шухевич в документах органів держбезпеки», 2006 та ін.[1]

## Нагороди
- Переможець всеукраїнського конкурсу, присвяченого 100-річчю від дня народження Степана Бандери,

- дипломант Всеукраїнського конкурсу імені Олекси Гірника.
- Лауреат літературних премій імені Івана Франка, Марійки Підгірянки, Михайла Яцківа, Надії Попович.
- Орден «За заслуги» III ступеня.
- премія ім. І. Крип'якевича (1996)
- премія ім. І Вагилевича (1999),

## Вшанування пам'яті
- 27 квітня 2017 року в м. Івано-Франківську на вулиці Галицькій, 32 було відкрито пам'ятну анотаційну дошку Геннадію Бурнашову  в рамках реалізації програми «Івано-Франківськ — місто героїв». [3]